# Stephen Malcolm
Stephen „Shorty“ Malcolm (* 5. Februar 1970; † 28. Januar 2001) war ein jamaikanischer Fußballspieler. 
Er starb am 28. Januar 2001 bei einem Autounfall nach einem Freundschaftsspiel der jamaikanischen Nationalmannschaft in Kingston gegen Bulgarien. Der Fahrer des Wagens war sein Teamkamerad Theodore Whitmore, der sich jedoch nicht ernsthaft verletzte. Malcolm spielte als defensiver Mittelfeldspieler, aber auch als Verteidiger.
Er spielte beim Verein Seba United und feierte im Jahr 1995 sein Debüt in der jamaikanischen Nationalelf. Bis zu seinem Tod absolvierte er 68 Einsätze für Jamaika und erzielte dabei drei Tore. Er war zudem Spieler bei der Fußball-Weltmeisterschaft 1998 in Frankreich, der bisher einzigen WM-Teilnahme Jamaikas.